# Lesbisk Bevægelse (organización)
El Movimiento Lésbico (en danés: Lesbisk Bevægelse) fue una organización danesa para lesbianas creada en 1974 en Copenhague por un grupo de mujeres, incluida Vibeke Vasbo, que no estaba contenta con el grado de intolerancia hacia las lesbianas en el Movimiento Danés Redstocking.

## Historia
El Movimiento Lésbico fue la primera organización lesbiana de Dinamarca. Fue fundado el 10 de marzo de 1974 por un grupo de mujeres de Rødstrømpebevægelsen (El Movimiento de las Medias Rojas) junto con un grupo más pequeño de la organización Asociación Nacional Danesa de Gays, Lesbianas, Bisexuales y personas Transgénero.  La principal razón para crear esta organización fue que varias lesbianas descubrieron que las componentes del Movimiento Medias Rojas no estaban preparadas para aceptar su identidad y sus problemas. Incluso se les había llamado "lesbianas odia hombres".
El Movimiento Lésbico estaba formado por varias agrupaciones organizadas libremente, sin ninguna estructura de gestión específica. Si bien el grupo de Copenhague era el más grande, había secciones activas en todo el país. Además del apoyo general a los derechos de las mujeres, el Movimiento se esforzó por lograr avances en los derechos de las lesbianas. A través de cursos y publicaciones, motivaron a las lesbianas a ser más abiertas y visibles, y a luchar contra su propia discriminación. A pesar de sus diferencias, realizaron gran parte de su trabajo en colaboración con Medias Rojas, convirtiéndose así, en parte del movimiento feminista que estaba en  evolución en la década de 1970. Como resultado de todo esto, muchas de sus actividades individuales fueron canceladas. En 1985, el Movimiento se disolvió.
Las principales publicaciones del Movimiento Lésbico fueron Kvinder-Kvinder (Mujeres-Mujeres, 1972–78) y Hvidløgspressen (The Garlick Press, 1982–86). En la década de 1970, se congregaron en campamentos de verano en las islas de Femø y Sejerø.